# Fataburen, Småland
Fataburen är en sjö i Vetlanda kommun i Småland och ingår i Mörrumsåns huvudavrinningsområde.